# Tsim Sha Tsui

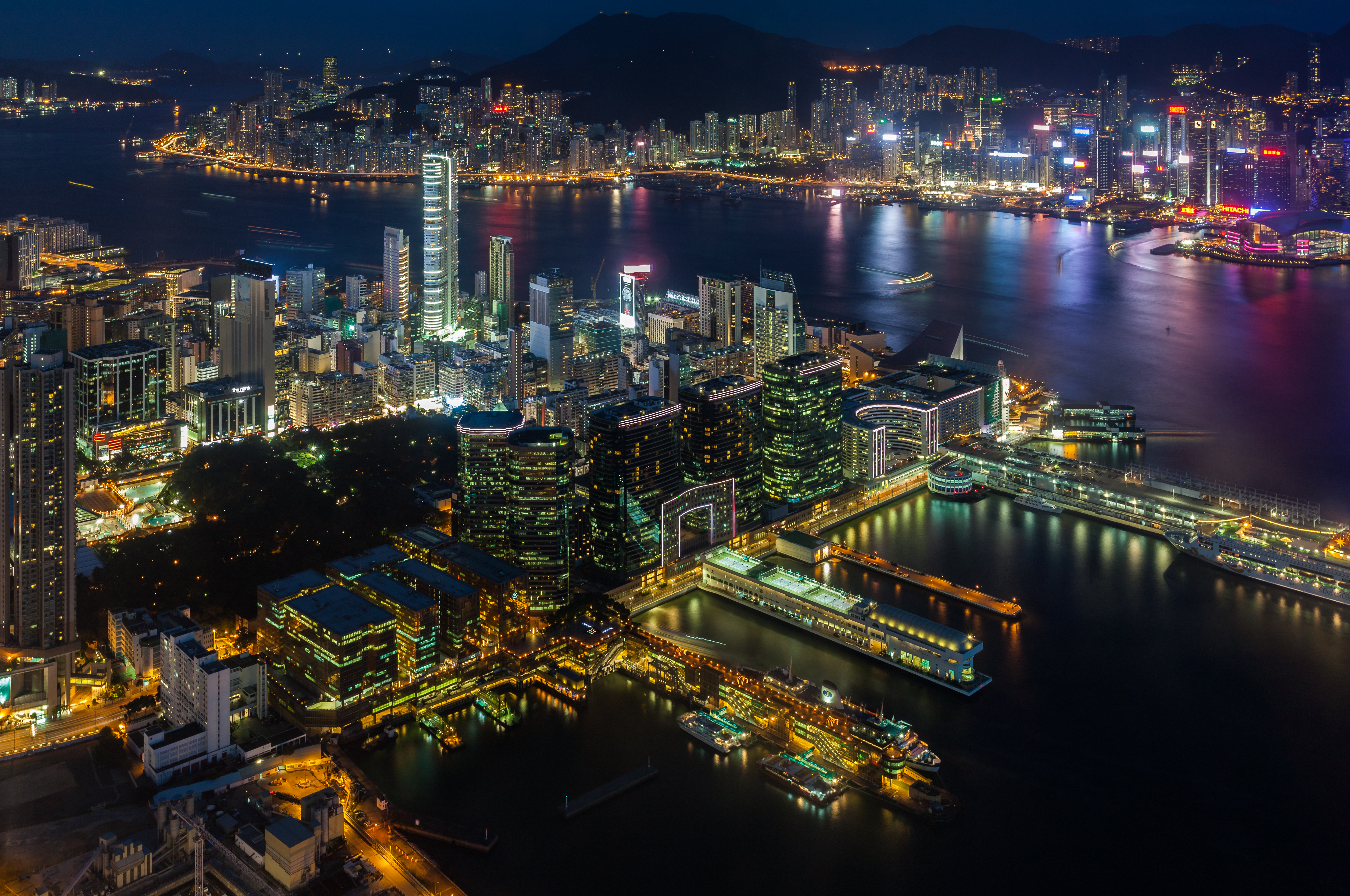
Blick vom Sky100 auf den Victoria Harbour, 2013

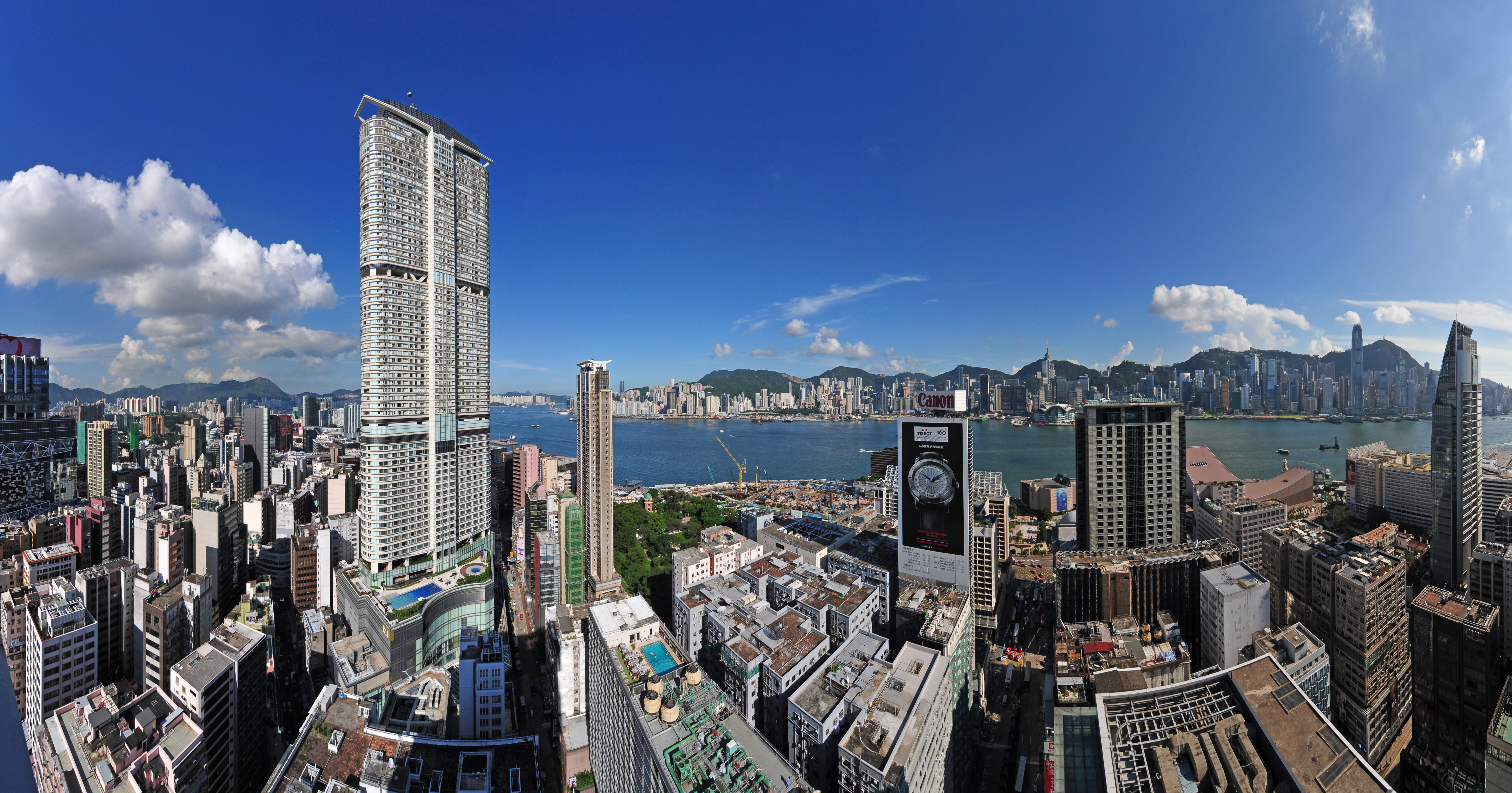
Blick nach Süden auf die Nathan Road

Tsim Sha Tsui, gelegentlich Tsimshatsui (chinesisch 尖沙咀, Pinyin Jiānshāzuǐ, Jyutping Zim1saa1zeoi2), häufig (auch offiziell) abgekürzt als TST, ist ein historisches Verwaltungsgebiet im Distrikt Yau Tsim Mong im Süden von Kowloon, Hongkong, das 1994 durch Zusammenlegung dreier Stadtteile entstand. Der frühere Name Tsim Sha Tsui ist heute jedoch nach wie vor geläufig und in Verwendung. Neben Mongkok gehört Tsim Sha Tsui zu den lebhaftesten und geschäftigsten Stadtvierteln in Hongkong mit zahlreichen Shoppingmöglichkeiten und Restaurants.

## Name
Der Name Tsim Sha Tsui (尖沙咀, alternativ auch 尖沙嘴) bedeutet auf Deutsch etwa „sandige Nehrung“ nach einem sandigen Fluss, der hier durchfloss. Früher war dieses Gebiet ebenfalls bekannt als Heung Po Tau (香埗頭 / 香埗头,  Xiāngbùtóu, Jyutping Hoeng1bou6tau4), in etwa „Hafen, aus dem Räucherwerk exportiert wird“. Diese Bezeichnung geht seit 1850 auf den Export von im Hinterland angepflanzten Adlerholzbäumen und ähnlichen Pflanzen zurück, wodurch die Luft im gesamten Gebiet reich an aromatischen Stoffen war; zu dieser Zeit bekam der Hongkonger Hafen den Beinamen Fragrant Harbour, in etwa „Hafen der Düfte“. Die am Anfang des 19. Jahrhunderts benutzten Namen wie Tsim Sha Tau (Name eines Dorfes) oder Chien-sha-tsui waren nur kurze Zeit gebräuchlich.

## Geschichte

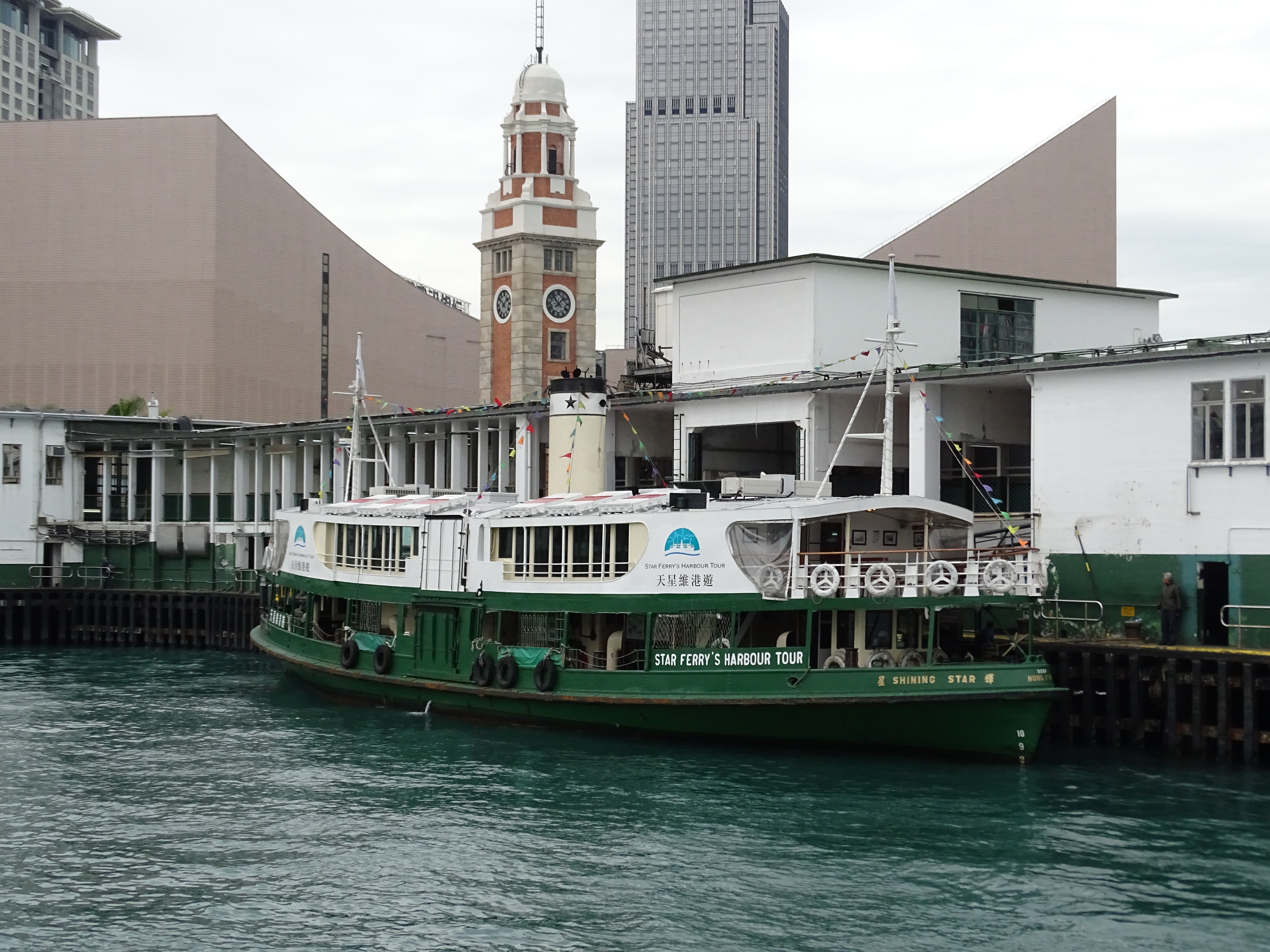
TST Star Ferry Pier, Clock Tower und Hong Kong Cultural Centre, 2018

Das heutige Gebiet Tsim Sha Tsui wurde seit der Ming-Dynastie (1368 bis 1644) besiedelt. Später lag es günstig an den Handelsrouten in diesem Gebiet und war seit den 1840er Jahren ein wichtiger Versorgungspunkt für Schiffe, die China anliefen. Nach 1860, als das Gebiet als Teil von Kowloon an die Briten abgetreten wurde, wurde die Bevölkerung, insbesondere aus dem Dorf Tsim Sha Tau, für kurze Zeit nach Ma Tei ausgesiedelt, weil das Gebiet militärisch genutzt werden sollte und Ma Tei (so der damalige Name) nicht besiedelt war.
Später konnte sich der Stadtteil jedoch schnell zum Handelszentrum entwickeln. Zwei Ereignisse waren für die Entwicklung entscheidend. Die Errichtung der Personenfähre Star Ferry Company 1888 machte die schnelle und bequeme Verbindung zwischen Kowloon und Hong Kong Island möglich. Einen weiteren Schub lieferte die seit 1910 verkehrende Eisenbahnverbindung der Kowloon-Canton Railway, die nach Kanton führte und, in Verbindung mit der Transsibirischen Eisenbahn, eine Zugreise von Hong Kong nach London ermöglichte. Die Endstation befand sich in Tsim Sha Tsui direkt am Ufer des Hafens, von ihr ist jedoch nur der Clock Tower übrig geblieben.
2011 hatte Tsim Sha Tsui knapp 39.500 Einwohner.

## Lage
Tsim Sha Tsui liegt, zumindest was die zentralen Bezirke betrifft, an der Südspitze von Kowloon, nicht einmal 1 km von der Hauptanlegestelle im District Central der Hauptinsel entfernt; mit der Hauptinsel wie auch mit dem Hongkonger Flughafen ist Tsim Sha Tsui mit einigen U-Bahnlinien MTR verbunden.
Im Norden ist der Ort durch die Austin Street vom Stadtteil Yau Ma Tei getrennt, im Osten bildet die Salisbury Road die Grenze, im Süden und Westen ist der Stadtteil vom Victoria Harbour umgeben; die Grenze zu Tsim Sha Tsui East wird in der Nord-Süd-Richtung durch die Chatham Road gebildet.

### Tsim Sha Tsui East
Tsim Sha Tsui East (beziehungsweise East Tsim Sha Tsui, 尖沙咀東部, meist kurz 尖東) ist ein kleines Gebiet im Osten des Bezirks, das vor allem in den 1970er Jahren durch Aufschüttungen in der Hung Hom Bay als Land gewonnen wurde; in einigen auch offiziellen Statistiken wird es bis heute separat aufgeführt.

## Sehenswürdigkeiten (Auswahl)
- Chungking Mansions

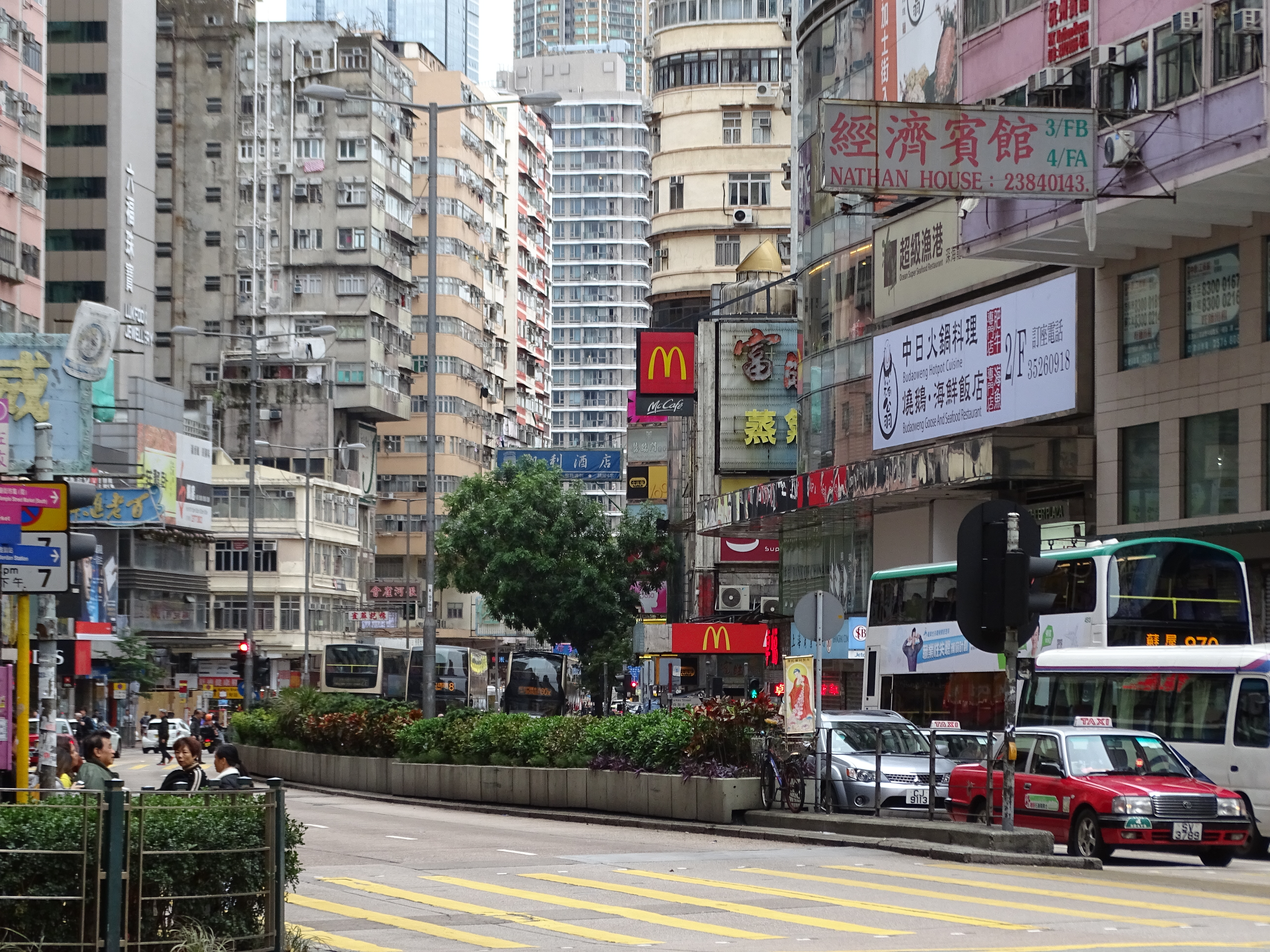
Nathan Road – Abschnitt in TST, 2018

- Clock Tower – Relikt des früheren Kowloon-Canton Railway-Bahnhofs
- TST Star Ferry Pier – Anlegestelle der Star Ferry Company
- Harbour City
- New World Centre
- Kowloon Park
- Avenue of Stars